# Biathlon-Junioreneuropameisterschaften 2020
Die Offenen Biathlon-Junioreneuropameisterschaften 2020 wurden am 11. bis 12. März 2020 im österreichischen Hochfilzen ausgetragen. Sie fanden wie in Vorjahren getrennt von den Europameisterschaften statt. Aufgrund der COVID-19-Pandemie wurde nur das Einzel und der Sprint ausgetragen. Die Verfolgung, Mixed-Staffel und Single-Mixed-Staffel wurden am 13. März abgesagt.

## Medaillenspiegel
| Platz | Land       |   |   |   |   |
| ----- | ---------- | - | - | - | - |
| 01    | Tschechien | 1 | 1 | 0 | 2 |
| 01    | Slowenien  | 1 | 1 | 0 | 2 |
| 03    | Österreich | 1 | 0 | 0 | 1 |
| 03    | Ukraine    | 1 | 0 | 0 | 1 |
| 05    | Russland   | 0 | 1 | 1 | 2 |
| 06    | Frankreich | 0 | 1 | 0 | 1 |
| 07    | Italien    | 0 | 0 | 1 | 1 |
| 07    | Polen      | 0 | 0 | 1 | 1 |
| 07    | Schweiz    | 0 | 0 | 1 | 1 |

Endstand nach 4 Wettbewerben

## Zeitplan
| Datum          | Männer | Männer                                | Frauen                                | Frauen                                |
| -------------- | ------ | ------------------------------------- | ------------------------------------- | ------------------------------------- |
| 11. März (Mi.) | 10:00  | Einzel (15 km)                        | 13:30                                 | Einzel (12,5 km)                      |
| 12. März (Do.) | 10:00  | Sprint (10 km)                        | 13:00                                 | Sprint (7,5 km)                       |
| 14. März (Sa.) | 10:00  | Single-Mixed-Staffel (6 km + 7,5 km)  | Single-Mixed-Staffel (6 km + 7,5 km)  | Single-Mixed-Staffel (6 km + 7,5 km)  |
| 14. März (Sa.) | 13:00  | Mixed-Staffel (2 × 6 km + 2 × 7,5 km) | Mixed-Staffel (2 × 6 km + 2 × 7,5 km) | Mixed-Staffel (2 × 6 km + 2 × 7,5 km) |
| 15. März (So.) | 10:00  | Verfolgung (12,5 km)                  | 13:00                                 | Verfolgung (10 km)                    |

## Ergebnisse Junioren
| Rang | Name                |
| ---- | ------------------- |
| 1    | Alex Cisar          |
| 2    | Vítězslav Hornig    |
| 3    | Niklas Hartweg      |
| 4    | Émilien Claude      |
| 5    | Danilo Riethmüller  |
| 6    | Daniil Serochwostow |
| 7    | Sebastian Stalder   |
| 8    | Tomáš Mikyska       |
| 9    | Dsmitryj Lasouski   |
| 10   | Kirill Baschyn      |

| Rang | Name               |
| ---- | ------------------ |
| 1    | Vítězslav Hornig   |
| 2    | Alex Cisar         |
| 3    | Patrick Braunhofer |
| 4    | Émilien Claude     |
| 5    | Dsmitryj Lasouski  |
| 6    | Sebastian Stalder  |
| 7    | Lovro Planko       |
| 8    | Kristo Siimer      |
| 9    | Anton Vidmar       |
| 10   | Jakub Kocián       |

## Ergebnisse Juniorinnen
| Rang | Name                      |
| ---- | ------------------------- |
| 1    | Ekaterina Bech            |
| 2    | Laura Boucaud             |
| 3    | Anastassija Schewtschenko |
| 4    | Tereza Voborníková        |
| 5    | Anna Gandler              |
| 6    | Karolína Dusilová         |
| 7    | Joanna Jakieła            |
| 8    | Leonie Jeannier           |
| 9    | Paula Botet               |
| 10   | Kristina Oberthaler       |

| Rang | Name                  |
| ---- | --------------------- |
| 1    | Anna Gandler          |
| 2    | Amina Iwanowa         |
| 3    | Joanna Jakieła        |
| 4    | Tereza Voborníková    |
| 5    | Juliane Frühwirt      |
| 6    | Marija Sdrawkowa      |
| 7    | Rebecca Passler       |
| 8    | Anastassija Kaischewa |
| 9    | Klára Polednová       |
| 10   | Alina Kudissowa       |